# Giovanna Iannantuoni
Giovanna Iannantuoni (Lucera, 9 febbraio 1970) è un'economista italiana, rettrice dell'Università degli Studi di Milano-Bicocca dal 2019.

## Biografia
È di origine dauna: suo padre Antonio, preside scolastico, è originario di San Marco la Catola mentre sua madre viene da Celenza Valfortore.
Ha una figlia, Chiara, nata nel 2012.
Nel 2019 ha ricevuto il premio Ambasciatori di terre di Puglia, organizzato dall'Associazione regionale pugliesi di Milano.

## Carriera
Ha conseguito la laurea in Discipline Economiche e Sociali (DES) presso l'Università commerciale Luigi Bocconi nel 1994. Ha ottenuto il PhD in Economics presso la Université catholique de Louvain nel 2001.
Ha svolto diversi incarichi all'estero fra il 2001 e il 2006: University of Rochester, University of Cambridge, Université catholique de Louvain e da professore associato all'Università Carlos III de Madrid. Nel 2006 è tornata in Italia come associato presso l'Università degli Studi di Milano-Bicocca. Dal 2014 è professore ordinario.
È stata coordinatrice del Dottorato di Economia dell'Università degli Studi di Milano-Bicocca fino al 2015 e successivamente Presidente della Scuola di Dottorato (dal 2015 al 2019). 
I suoi ambiti di ricerca sono la teoria dei giochi, con applicazioni ai sistemi elettorali. Su Scopus, ha 18 documenti, 69 citazioni e un h-index di 4.
Dal 2019 è rettore dell'Università degli Studi di Milano-Bicocca.Le succederà, nel ruolo, il professor Marco Emilio Orlandi, chimico, eletto pro-rettore il 27 giugno del 2025, che subentrerà come rettore il 1 ottobre dello stesso anno.
Nel novembre 2023 diventa la prima donna presidente della Conferenza dei Rettori delle Università Italiane.